# Phanerotoma melanura
Phanerotoma melanura är en stekelart som beskrevs av Herbert Zettel 1988. Phanerotoma melanura ingår i släktet Phanerotoma och familjen bracksteklar. Inga underarter finns listade i Catalogue of Life.